# Photo-Secession
La Photo-Secession est un mouvement artistique américain du début du XXe siècle, actif de 1902 à 1917, qui promeut la photographie en tant qu'art en général et la photographie picturale en particulier.

## Histoire
Créé en 1902 par un groupe de photographes conduit par Alfred Stieglitz et Fred Holland Day, il soutient l'idée, controversée à l'époque, selon laquelle ce qui est important dans une photographie n'est pas ce qui est devant la caméra mais la manipulation de l'image par l'artiste/photographe pour réaliser sa vision subjective. Il a contribué à sensibiliser le public à la photographie d'art et à affirmer l'originalité de la photographie comme médium artistique.
Il est l'homologue américain du Linked Ring (en), mouvement britannique créé en 1892, qui a fait sécession d'avec la Royal Photographic Society.
En 1902, Stieglitz envoie au nom de la Photo-Secession des travaux photographiques à l'Exposition universelle d'art décoratif moderne de Turin, qui reçoivent le Grand Prix ; ils font connaître les tendances américaines à un plus large public européen. Le mouvement publie à partir de 1902 une lettre d'information The Photo-Secession (de), et à partir de 1903 la revue Camera Work, éditée et rédigée par Alfred Stieglitz : elle se distingue par la très grande qualité de ses reproductions (les images imprimées sont photogravées à la main à partir des négatifs originaux).
En 1905, Edward Steichen et Stieglitz ouvrent au numéro 291 de la Cinquième Avenue à New York une galerie d'art Little Galleries of the Photo-Secession, qui prendra le nom de Galerie 291 ; la galerie expose des œuvres des photographes du mouvement, mais aussi des œuvres d'art africain et les peintres européens de la modernité.
En 1910, la Photo-Sécession organise dans la Albright Art Gallery de Buffalo, dans l'état de New York, une exposition internationale de photographie picturale qui a présenté plus de 600 photographies de 65 photographes, membres du mouvement ou dont les pratiques étaient similaires. Stieglitz publie la même année un pamphlet Photo-Secessionism and Its Opponents,.
À partir de 1911, des divisions apparaissent dans le mouvement, entre les photographes qui continuent à manipuler les négatifs et les tirages en chambre noire pour obtenir des effets non photographiques et ceux qui estiment que ces manipulations sont incompatibles avec le médium. Le groupe finit par se dissoudre en 1917 ; Camera Work cesse de paraître la même année en raison de difficultés financières liées au coût élevé des reproductions et la Galerie 291 ferme.

## Membres (sélection)
- Alice Boughton
- Anne Brigman
- Francis Bruguière
- John G. Bullock[9]
- Alvin Langdon Coburn
- Robert Demachy[10]
- Mary Devens (en)
- Frank Eugene
- Paul Haviland[11]
- Frances Benjamin Johnston
- Gertrude Käsebier
- Adelaide Hanscom Leeson (en).
- Sarah Choate Sears[12]
- Edward Steichen
- Alfred Stieglitz
- Eva Watson-Schütze (en)
- Clarence Hudson White (en)[13]

## Expositions consacrées à Photo-Secession
- 8 février - 4 mai 1997 : After the photo-secession : American pictorial photography, 1910-1955, Minneapolis Institute of Art

puis : 23 août- 19 octobre 1997 : Worcester Art Museum ; 5 novembre 1997 - 8 février 1998 : Montgomery Museum of Fine Arts ; 7 mars - 26 avril 1998 : Everson Museum of Art, Syracuse.
- 7 septembre - 8 décembre 2019 : Fotografie wordt kunst : Photo-Secession in Holland 1890-1937, Fotomuseum (nl), La Haye[14].
- 12 juin - 30 octobre 2023 : Through a Modernist Lens: Buffalo and the Photo-Secession, Albright Art Gallery, Buffalo[7].